# Kanton Roubaix-Est
Roubaix-Est (Nederlands: Roubaix-Oost) is een voormalig kanton van het Franse Noorderdepartement. Het kanton maakte deel uit van het arrondissement Rijsel.

## Gemeenten
Het kanton omvatte de volgende gemeenten:
- Roubaix (deels, hoofdplaats)
- Wattrelos (deels)